# دیوید بوروس (بازیکن فوتبال)
دیوید بوروس (انگلیسی: David Burrows؛ زادهٔ ۲۵ اکتبر ۱۹۶۸) یک بازیکن فوتبال اهل بریتانیا است.